# خوزه لیمون
خوزه لیمون (۱۲ ژانویه ۱۹۰۸ - ۲ دسامبر ۱۹۷۲) یکی از پیشگامان رقص مدرن و رقص‌پردازی است. د ر ۱۹۲۸ و در سن بیست سالگی، به نیویورک نقل مکان کرد؛ جایی که زیر نظر همفری و چارلز ویدمن آموزش دید. در ۱۹۴۶، او کمپانی رقص خوزه لیمون را بنیان گذاشت. مشهورترین اثر او که پاوانِ مور خوانده می‌شود (۱۹۴۹)، اقتباسی از اتلو اثر ویلیام شکسپیر است.